# Benno Larsen
Benno Larsen, född 30 september 1949, är en dansk fotbollsmålvakt som gjorde 16 A-landskamper för Danmark.

## Karriär
Larsen började sin fotbollskarriär i B 1903, där han spelade 1969–1971.
En dag sommaren 1971 kom Larsen in på Gais kansli och erbjöd sina tjänster, och kontrakt skrevs direkt. Han blev en publikfavorit i klubben, med enhandsräddningar som specialitet. Han blev emellertid bara kvar en halv säsong i Gais; när klubben vann division II södra och gick upp i allsvenskan tvingades man släppa ifrån sig honom, då allsvenskan vid den här tiden inte tillät utländska spelare. I Gais stannade han därför på nio spelade matcher.
Efter Gais gick Larsen vidare till Holbæk B&I 1972, FC St. Pauli 1973, Holbæk igen 1974–1976, och slutligen FC Augsburg 1977, innan han lade av med fotbollen.
Benno Larsen var lång och mycket stark i luften, och stod i mål i matchen i Göteborg 1976 då Danmark för första gången sedan 1937 slog Sverige borta, med 2–1. Han gjorde sammanlagt 16 A-landskamper och 21 U21-landskamper för Danmark.

## Familj
Larsen är far till Carsten Larsen, som spelade några U-landskamper för Danmark, och farfar till Nicolai Larsen.